# Палац миру і злагоди
Пала́ц ми́ру та зла́годи або Пірамі́да ми́ру та зла́годи (каз. Бейбітшілік пен келісім сарайы — Піраміда миру та злагоди) — споруда у вигляді піраміди, спроєктована архітектором сером Норманом Фостером в Астані, столиці Казахстану спеціально для проведення «ІІ З'їзду лідерів світових і традиційних релігій» (12-13 вересня 2006 р.).

## Історична довідка
Проєкт розроблено британськими архітекторами фірми «Foster and Partners» за участю інженерів компанії «Buro Happold». Споруду було збудовано будівельною фірмою «Sembol Construction» коштом 8,74 трильйонів казахстанських теньге (близько $58 млн) і відкрито у другій половині 2006 року.
Будівництво піраміди завершилось у 2006 році, оперна концертна зала на 1325 місць була відкрита за участі Монсеррат Кабальє. Будівля в основі має квадрат зі стороною 62 метри та висотою також 62 метри. Верхівку піраміди прикрашає справжній витвір мистецтва художника Брайана Кларка — вітраж із зображеннями 130 голубів, що символізують національності, які живуть на казахстанській землі.
Палац миру та злагоди — одна з визначних пам'яток столиці Республіки Казахстан. Піраміда стала символом єднання різних релігій, етносів і культур, відкритості народу і держави до усього світу. Ідея створення Палац належить Президентові РК Н. А. Назарбаєву і була озвучена ним на першому З'їзді світових і традиційно-національних релігій, що проходив 23-24 вересня 2003 року в Астані. У 2006 році Палац миру та злагоди прийняв делегатів і учасників другого з'їзду.

## Можливості та використання споруди
З 2008 року у будівлі розташовується «Міжнародний центр культур та релігій», а з 2010 року тут створено Тюркську академію, що займається вивченням та дослідженням мови, історії та культури тюркомовних народів.
Площа приміщень Піраміди становить 28 тис. м². Палац миру та злагоди — це оснащені сучасним обладнанням конференц-зали та виставкові зони, художні галереї, презентаційні комплекси тощо.
Концертно-оперний зал оснащений новітнім обладнанням. Інтер'єр залу оформлено у бордово-золотих тонах, з вікном-сонцем вгорі. Сцена з оркестровою ямою на 80 осіб завглибшки 2,8 метра розрахована на постановки різного рівня.
Зала «Хеопс Атріум», що займає площу понад 2 тис. м² і складається з 4 галерей, які примикають до нього може вмістити одночасно понад 1000 гостей. У галереї зали розташований «Генеральний план розвитку Астани до 2030 року».
З творами мистецтва гостей та мешканців столиці знайомлять центр сучасного мистецтва «Кұланши» і галерея «Шежіре». У них проходять виставки та творчі вечори художників Казахстану, країн ближнього і далекого зарубіжжя.

## Галерея

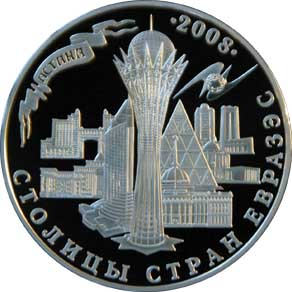
Зображення Піраміди серед знакових споруд Астани на пам'ятній срібній монеті у 500 тенге, присвяченій 10-річчю столиці Казастану.
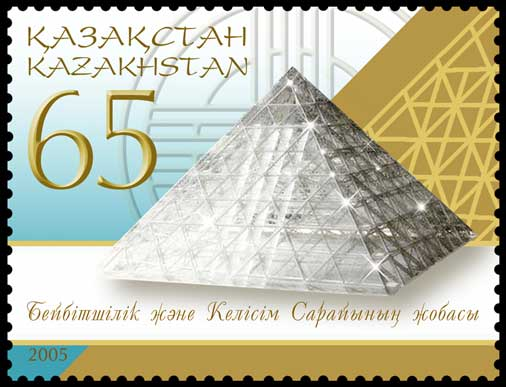
Поштова марка Казахстану 2005 року номіналом 65 тенге «Проєкт Палацу миру і злагоди»